# John Henry Anstice
John Henry Anstice (25 octobre 1897 - 10 février 1970) est un brigadier de l'armée britannique qui commanda de nombreuses brigades pendant la Seconde Guerre mondiale.

## Carrière militaire
Anstice commença sa carrière dans le Royal Tank Corps le 7 avril 1916 et à partir d'août de cette année, il servit en France et en Belgique jusqu'à la fin de la Première Guerre mondiale. En octobre 1922, il est muté au 5e Bataillon Royal Inniskilling Dragoon Guards. Entre janvier 1934 et septembre 1937, il fut adjudant du Lanarkshire Yeomanry, une unité de l'armée territoriale écossaise. En 1939, il retourna au 5e Royal Inniskilling Dragoon Guards, cette fois en tant que commandant, emmenant l'unité en France.
En 1940, Anstice fut nommé commandant de la 30e brigade blindée avant de passer au commandement de la 7e brigade blindée en 1941. Dans le cadre du Persia and Iraq Command, le brigadier Anstice commandait la brigade en Égypte, à Ceylan, en Birmanie, en Inde, en Irak, en Palestine et en Syrie.
En 1944, il est de nouveau transféré au commandement de la 8e brigade blindée. Plus tard cette année-là, il fut nommé officier de liaison principal au quartier général du 21e groupe d'armées du nord-ouest de l'Europe, puis il est devenu officier d'état-major général des forces intérieures.
Le 29 août 1948, il est promu brigadier avant de prendre sa retraite le 2 août 1949.
Sa fille aînée Sally Ann Wemyss Anstice (décédée en 2015), ancienne épouse du colonel Fikret Jemal (décédée en 2018), a épousé le deuxième Henry Pelham-Clinton-Hope, 9e duc de Newcastle-under-Lyne en 1959.